# История панславизма
История панславизма, как движения, стремящегося объединить все славянские народы характеризуется многочисленными взлётами и падениями общественного интереса к данному движению в течение всего XIX-XX века. Несмотря на угасание идеи в XX веке, на данный момент, как считают некоторые учёные, идёт возрождение панславистских идей в России, Словакии, Словении, Сербии и Польше. Одной из характерных черт панславистского движения является противостояние западной культуре, как чуждой славянскому миру.

### Зарождение
Панславизм зародился в Чехии и Словакии в начале XIX века как одно из течений Славянского возрождения, а также как противопоставление пангерманизму. Первый славянский съезд состоялся в Софийском дворце Праге 1848 году под предводительством Палацкого. Этот съезд потребовал преобразования Австрийской империи, согласно Австрославистской программе, в федерацию равных народов. Пангерманистская политика германского сейма во Франкфурте во многом стала одной из главных причин данного съезда.

### Словакия
Множество учёных придерживаются мнения о словацком происхождении данного движения. В качестве доказательства этой позиции часто приводят в пример работы Яна Коллара и Людевита Штура. Позже работы Коллара стали обоснованием чехословацкого единства в политических течениях в Чехословацкой Республике. В своём трактате «О литературной взаимности» Коллар выражает мнение, что со временем локальные особенности отдельных славянских национальностей исчезают и развитие самостоятельной культуры бесперспективно. Коллар, в частности, видел основным препятствием перед объединением славянских народов наличие большого числа различных национальных языков.
"Для нас жертва любого из наречий не должна быть тяжёлой утратой, ибо потерей малого мы можем извлечь большую выгоду".
Однако все панславянские движения в Чехии и Словакии видели Россию в роли объединителя и главного друга славянских народов. Гурбан-Ваянский активнее всех старался реализовать русско-словацкие отношения и считал теорию о взаимности славян единственно верной возможностью сохранения национального освобождения.
Позже в словацком панславистском движении возник серьёзный раскол между возглавляемым Гурбан-Ваянским Мартинским консервативным центром и новым движением гласистов.
Центрами распространения идей панславизм стали Москва и Санкт-Петербург, а также Созданные для помощи славянским народам Османской империи и Австрийская империя славянские благотворительные комитеты. Главным ключом к объединению славянских народов русские панславист считали широкий культурный обмен и «объединение нравственности». Причиной распространения данных идей послужило обострение Восточного вопроса.Теории славянской взаимности, помимо консерваторов, придерживались также некоторые либералы(А. Н. Пынин) и даже революционные демократы(А. И. Герцен, М. А. Бакунин). Распространение идей панславизм и мечты о создании Всеславянской федерации во главе с Россией стали одними из причин того, что Россия объявила Османской империи войну в 1877 году. В России шли сборы средств на снаряжение, подготовку добровольцев и пр. для помощи Южнославянским народам в борьбе с османами. Однако Берлинский конгресс перечеркнул планы по освобождению южных славян, и это на короткое время понизило популярность идей «славянской взаимности» в обществе. После установления Советской власти, в России на долгие годы пропали панславистские движения, и лишь после 1991 года началось возрождения движения.

### Польша
В Польше идеи панславизма не нашли большой поддержки, так как в качестве объединителя славянских народов выступала Россия, которая владела к тому моменту частью Польши.
В течение своей истории Польша не раз становилась во главе объединения славянских народов (в качестве примера можно привести первое панславянское государство-Речь Посполитую). Тем не менее, панславизм пробудил в поляках симпатию к другим угнетённым славянским народам, стремящимся получить независимость (Словения, Чехия и пр.) Поляки активно поддерживали освободительные движения в других странах, но после одобрения подавления Польского восстания всеми панславинистами, они окончательно охладели к данному течению.
Когда Польша всё-таки обрела независимость в 1918 году, некоторые её политические деятели рассматривали проект создания Центральноевропейской Федерации, в которую вошли бы все славянские народы, исключая те, которые остались в Советской России.

### Украина
Кирилло-Мефодиевское общество внесло большой вклад в продвижение панславистских идей на Украине. Украинские панслависты считали, что лишь Украина сохранила исконно славянские черты характера и жизни. Украинский панславизм строил свой взгляд на мир на основании религиозных догм. Славянские страны виделись самым чистым носителем христианских идей. В частности, именно украинское общество считалось будущим объединителем славянских территорий.

### Движение на Балканах
После освобождения Сербии от османского владычества, в стране начали расти националистические течения, что привело к тому, что в скором времени правительство Австрии стало опасаться их возрастающей популярности. В самой же Австрийской империи был разлад, но это не мешало ей оставаться одним из сильнейших игроков на политической арене. Многие сербские интеллектуалы выражали идею построения общего южнославянского государства и освобождения из под власти Австро-Венгрии.
Однако южнославянские народы, ранее всех восставшие против засилия турок, укреплялись в своих стремлениях выйти и из под австрийского владычества. Позже на Балканах возник иллиризм, стремящийся сплотить все южнославянские народы в одно государство. Значительный вклад в эту концепцию внёс Драгутин Дмитриевич, один из основателей Чёрной руки, один из членов которой в 1914 году убил Франца Фердинанда.
С образованием Королевства Югославия многие южнославянские народы, независимо от религии, были объединены в одно государство. Однако единственными, кто не вошёл в состав южнославянского государства, были болгары. Планировалось включить их в состав Югославии после Второй мировой войны, но данная идея была оставлена после ухудшения отношений между СССР  и Югославией.

### Современный панславизм
В настоящее время происходит возрождение идей панславизма в странах Восточной Европы. Подобные активные течения отмечаются в Польше, России и пр. После распада ОВД  и получения независимости странами бывшего социалистического блока, в данных государствах начался активный рост националистических настроений, продолжающийся до сих пор.
Однако ухудшение отношений между Россией и Украиной после 2014 года внесло разлад в рядах панславинистов. Часть из них поддержала сторону Украины, а другая часть симпатизирует России.
Такие же проблемы перед движением панславинистов поставил Распад Югославии с последующими войнами в данном регионе.

### Известные представители панславизма
- Ян Коллар(1793-1852)
- Вацлав Ганка(1791-1861)
- Адам Мицкевич(1798-1855)
- Альфонс Муха(1860-1939)
- Пётр Чайковский(1840-1893)
- Самуэль Томашик
- Добри Чинтулов
- Джюра Якшич(1832-1878)
- Александр Пушкин(1799-1837)
- Фёдор Тютчев(1803-1873)
- Антон Чехов(1860-1904)
- Лев Толстой(1828-1910)
- Пётр Столыпин(1862-1911)